# Odoario (obispo)
Odoario, fallecido probablemente en 786, fue un obispo de Lugo y Braga entre 740 y 780.

## Biografía
Huyó de la diócesis de Lugo con la llegada de los árabes (716) y volvió en 740 cuando la reconquistó Alfonso I el Católico. Se conserva su primer testamento de 15 de mayo de 747, en el que especifica la donación a Santa María de Lugo, de la ciudad y de otros bienes e iglesias. Este falso documento fue confeccionado probablemente en el siglo XI. El segundo testamento, de 5 de junio de 760 relata su nombramiento en África y su viaje hasta Lugo para reconstruirla y repoblarla después de los ataques musulmanes.
La autenticidad de los documentos odoarianos (ambos "testamentos" o declaraciones de Odoario) es defendible. La supuesta africanidad de Odoario es una mala interpretación, inveterada, del texto: Hay una clara puntuación entre el verbo "ordenar" (es decir, 'disponer', no 'ser ordenado' -con uso gramatical de falsa pasiva ultracorrecta), y el comienzo de la exposición, que se inicia con la revolución originada en África: notum ómnibus manet quid ego Odoarius episcopus fui ordinatus. In territorio Africae surrexerunt quidem gentes... "queda patente a todos qué he ordenado yo, Odoario, obispo. En el territorio de África se alzaron gentes...". Odoario y sus gentes salen de la sede en la urbe lucense y acampan por los montes, hasta su regreso, con los primeros intentos de consolidación de una monarquía que aceptan como legítima, en Oviedo.
La actividad literaria y pública de Odoario es anterior a las fechas tradicionales, si el acróstico doble poético inscrito en la Catedral de Lugo se refiere a su predecesor Potencio.